# 萱場軍蔵

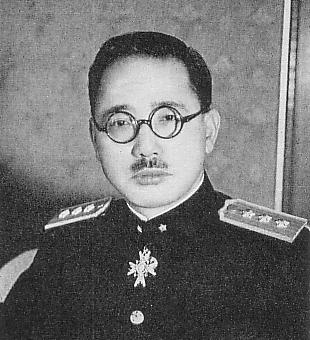
警視総監在任中の萱場軍蔵

萱場 軍蔵（かやば ぐんぞう、1893年（明治26年）9月11日 -  1979年（昭和54年）11月15日）は、日本の内務官僚。いわゆる内務三役（内務次官、内務省警保局長〈現在の警察庁長官に相当〉、警視総監）を全て経験した。

## 経歴
宮城県名取郡東多賀村（現・名取市）出身。私立東北中学校（現：東北高等学校）、第二高等学校、東京帝国大学法学部卒業。高等文官試験行政科に合格して内務省に入省。
1934年（昭和9年）、栃木県知事に就任。
1936年（昭和11年）に二・二六事件が発生して警視庁上層部が更迭されると同年3月に警保局長に任じられた。
1937年（昭和12年）、岡山県知事に就任。1939年（昭和14年）、警視総監に就任。1941年（昭和16年）、内務次官に就任。1942年（昭和17年）、内務次官を辞任した。
第二次世界大戦後、連合国軍総司令部 (GHQ) によって公職追放を受けた。1979年（昭和54年）11月15日死去。享年87（満86歳没）。

## 親族
- 大野健雄は娘婿。

| 公職        | 公職                             | 公職            |
| ----------- | -------------------------------- | --------------- |
| 先代 挟間茂 | 内務次官 第45代：1940年 - 1941年 | 次代 湯沢三千男 |